# Brenk
Brenk je priimek v Sloveniji, ki ga je po podatkih Statističnega urada Republike Slovenije na dan 1. januarja 2010 uporabljalo 37 oseb in je med vsemi priimki po pogostosti uporabe uvrščen na 9.126. mesto.

## Znani nosilci priimka
- France Brenk (1912—1990), filmski delavec, filmski zgodovinar, publicist in pedagog
- Kristina Brenk (1911—2009), pesnica, dramatičarka, otroška/mladinska pisateljica, prevajalka in urednica
- Klas Matija Brenk (*1943), psiholog, univ.prof.
- Tomaž Brenk (1957—2004), pesnik, aforist, performer, festivalski organizator
- ==Glej tudi==
- priimke Bren, Brence, Brenčič